# MIT-SHM
MIT-SHM (англ. MIT Shared Memory Extension, XShm) — расширение X Window System для обмена видеоданными между клиентом и сервером с использованием общего поля памяти.
Прежде всего расширение обеспечивает работу со структурами типа XImage в общей памяти. Особый интерес это представляет для случаев изображений большого размера (разрешения) поскольку позволяет не использовать подсистему коммуникаций библиотеки Xlib вовсе (или использовать умеренно). Это может приводить к существенному увеличению производительности. Пиксельные карты (Pixmap: XBM, XPM) в общей памяти также поддерживаются этим расширением.
Важно, что расширение работает только с обычной видеопамятью, которая поддерживается Х-сервером, но не с видеопамятью специализированного графического оборудования (в обход X-сервера).